# Montserrat Martín Moncusí
Montserrat Martín Moncusí (Montblanc, Conca de Barberà, 26 de juliol de 1966) és una arquera catalana.
Nascuda en una família de Barberà de la Conca que, com tantes altres, els anys setanta deixà el poble per anar a treballar a Barcelona. El seu pare, ebenista de professió, fou president de la Federació Catalana de Tir amb Arc entre 1985 i 1993. De molt joveneta ella l'acompanyà a practicar el tir a les instal·lacions municipals del castell de Montjuïc, de la ciutat comtal. Ben aviat, la Montserrat avantatjaria son pare en el domini d'aquell esport fins a esdevenir-ne una gran especialista.
Fou campiona d'Espanya infantil el 1980, i júnior els anys 1981, 1982 i 1983. Encara en la categoria junior, aconseguí el seu primer títol absolut a Castelldefels el 1983 en la modalitat "indoor", i més endavant, quatre títols més d'Espanya en pista coberta, el 1984 a Madrid, el 1985 a Linares, el 1986 a Alcoi i el 1989 a Gijón. També aconseguí uns altres cinc títols a l'aire lliure, el 1985 a Osca, el 1986 Jerez de la Frontera, el 1987 a Alcalà d'Henares, el 1988 a Zamora i el 1990 a San Javier, Múrcia. Competí en els Jocs Olímpics d'Estiu de 1984 a Los Angeles, en els Mundials de 1983 també a Los Angeles i de 1985 a Seül, en els campionats europeus a l'aire lliure de 1982 a Budapest, 1986 a Esmirna i 1990 a Barcelona. Així mateix, competí en el campionat europeu en pista coberta de 1983 a Falun, Suècia, i va formar part de la selecció espanyola a Múnic el 1983, a Stuttgart el 1984, a Nuremberg el 1985 i a Hannover el 1986. Es va retirar el 1992, poc abans dels Jocs Olímpics. Casada i amb dos fills, formada com a delineant, va rebre la insígnia d'or i brillants de la Federació Espanyola de Tir amb Arc.